# Wijken en buurten in Etten-Leur
De Nederlandse gemeente Etten-Leur is voor statistische doeleinden onderverdeeld in wijken en buurten. De gemeente is verdeeld in de volgende statistische wijken:
- Wijk 00 Etten-Leur Midden Woongebied (CBS-wijkcode:077700)
- Wijk 01 Etten-Leur Midden, Bedrijventerrein Vosdonk (CBS-wijkcode:077701)
- Wijk 02 Etten-Leur landelijk gebied (CBS-wijkcode:077702)
- Wijk 10 Etten-Leur Noord Woongebied (CBS-wijkcode:077710)
- Wijk 11 Etten-Leur Noord Bedrijventerrein (CBS-wijkcode:077711)
- Wijk 12 Etten-Leur Noord Verspreide huizen (CBS-wijkcode:077712)
- Wijk 20 Etten-Leur Zuid Woongebied (CBS-wijkcode:077720)
- Wijk 21 Etten-Leur Zuid Bedrijventerrein (CBS-wijkcode:077721)
- Wijk 22 Etten-Leur Zuid Bedrijventerrein Trivium (CBS-wijkcode:077722)
- Wijk 23 Etten-Leur Zuid Verspreide huizen (CBS-wijkcode:077723)

Een statistische wijk kan bestaan uit meerdere buurten. Onderstaande tabel geeft de buurtindeling met kentallen volgens het Centraal Bureau voor de Statistiek (2008):
| CBS-buurtcode | Buurtnaam                           | Inwonertal | Opp. totaal (ha) | Opp. land (ha) | Ligging                |
| ------------- | ----------------------------------- | ---------- | ---------------- | -------------- | ---------------------- |
| BU07770000    | Centrum Oost 1                      | 1240       | 33               | 33             | Locatie in de gemeente |
| BU07770001    | Centrum Oost 2                      | 970        | 26               | 26             | Locatie in de gemeente |
| BU07770002    | Centrum Oost 3                      | 820        | 22               | 22             | Locatie in de gemeente |
| BU07770003    | Centrum West 1                      | 1040       | 18               | 18             | Locatie in de gemeente |
| BU07770004    | Centrum West 2                      | 720        | 22               | 22             | Locatie in de gemeente |
| BU07770005    | Het Hooghuis                        | 5660       | 89               | 89             | Locatie in de gemeente |
| BU07770100    | Bedrijventerrein Vosdonk            | 10         | 134              | 134            | Locatie in de gemeente |
| BU07770200    | Etten-Leur Midden Landelijk gebied  | 200        | 241              | 241            | Locatie in de gemeente |
| BU07771000    | Noord 1                             | 560        | 24               | 24             | Locatie in de gemeente |
| BU07771001    | Noord 2                             | 720        | 13               | 13             | Locatie in de gemeente |
| BU07771002    | Noord 3                             | 880        | 14               | 14             | Locatie in de gemeente |
| BU07771003    | Noord 4, Stichting Het Hooghuys     | 240        | 10               | 10             | Locatie in de gemeente |
| BU07771004    | Baai 1                              | 740        | 14               | 14             | Locatie in de gemeente |
| BU07771005    | Baai 2                              | 910        | 12               | 12             | Locatie in de gemeente |
| BU07771006    | Baai 3                              | 760        | 26               | 26             | Locatie in de gemeente |
| BU07771007    | Baai 4, Markenland                  | 840        | 14               | 14             | Locatie in de gemeente |
| BU07771008    | Sander-Banken 1, Broeders Internaat | 40         | 10               | 10             | Locatie in de gemeente |
| BU07771009    | Sander Banken 2, Klein Sander       | 690        | 15               | 15             | Locatie in de gemeente |
| BU07771010    | Sander Banken 3, Groot Sander       | 1960       | 60               | 60             | Locatie in de gemeente |
| BU07771011    | Sander Banken 4, Lage Banken        | 1140       | 22               | 22             | Locatie in de gemeente |
| BU07771012    | De Grient                           | 1580       | 26               | 26             | Locatie in de gemeente |
| BU07771013    | De Keen                             | 3590       | 65               | 65             | Locatie in de gemeente |
| BU07771014    | Attelaken                           | 340        | 30               | 30             | Locatie in de gemeente |
| BU07771015    | Schoenmakershoek                    | 860        | 41               | 40             | Locatie in de gemeente |
| BU07771100    | Bedrijventerrein Vossendaal         | 50         | 54               | 54             | Locatie in de gemeente |
| BU07771200    | Landelijk gebied 1 (Noord)          | 230        | 272              | 272            | Locatie in de gemeente |
| BU07771201    | Landelijk gebied 2 (Noord)          | 230        | 743              | 728            | Locatie in de gemeente |
| BU07771202    | Landelijk gebied 3 (Noord)          | 100        | 488              | 481            | Locatie in de gemeente |
| BU07771203    | Landelijk gebied 4 (Noord)          | 180        | 859              | 836            | Locatie in de gemeente |
| BU07772000    | Banakkers 1                         | 820        | 12               | 12             | Locatie in de gemeente |
| BU07772001    | Banakkers 2                         | 540        | 12               | 12             | Locatie in de gemeente |
| BU07772002    | Banakkers 3                         | 1480       | 36               | 36             | Locatie in de gemeente |
| BU07772003    | Banakkers 4, Achter de Molen        | 670        | 32               | 32             | Locatie in de gemeente |
| BU07772004    | Grauwe Polder 1                     | 1170       | 20               | 20             | Locatie in de gemeente |
| BU07772005    | Grauwe Polder 2                     | 550        | 11               | 11             | Locatie in de gemeente |
| BU07772006    | Grauwe Polder 3                     | 2050       | 33               | 33             | Locatie in de gemeente |
| BU07772007    | Grauwe Polder 4                     | 1760       | 35               | 35             | Locatie in de gemeente |
| BU07772008    | Grauwe Polder 5, 't Winhof          | 370        | 60               | 60             | Locatie in de gemeente |
| BU07772009    | Hoge Neerstraat                     | 1540       | 58               | 57             | Locatie in de gemeente |
| BU07772010    | Centrumplan                         | 710        | 16               | 16             | Locatie in de gemeente |
| BU07772100    | Bedrijventerrein Vosdonk-Zuid       | 230        | 242              | 242            | Locatie in de gemeente |
| BU07772200    | Bedrijventerrein Trivium            | 10         | 19               | 19             | Locatie in de gemeente |
| BU07772300    | Landelijk gebied 1 (Zuid)           | 230        | 453              | 450            | Locatie in de gemeente |
| BU07772301    | Landelijk gebied 2 (Zuid)           | 390        | 456              | 456            | Locatie in de gemeente |
| BU07772302    | Landelijk gebied 3 (Zuid)           | 330        | 393              | 393            | Locatie in de gemeente |
| BU07772303    | Landelijk gebied 4 (Zuid)           | 280        | 300              | 300            | Locatie in de gemeente |